# Arthrolips curtula
Arthrolips curtula is een keversoort uit de familie molmkogeltjes (Corylophidae). De wetenschappelijke naam van de soort werd in 1914 gepubliceerd door Thomas Broun.